# Vaila
Vaila (en nòrdic antic: Valey) és una illa localitzada a l'arxipèlag de les Shetland, a Escòcia. L'illa està ubicada al sud de la península de Westland  (illa Mainland).
L'illa ocupa una superfície de 327 hectàrees i la seva altitud màxima sobre el nivell del mar és de 95 metres.
L'illa ha estat habitada des de fa milers d'anys, i s'han trobat restes delneolític i de l'edat del bronze.
Les restes més antigues de l'illa inclouen la torre del castell Mucklaberry, que va ser restaurada en la dècada de 1890.
Hi ha diverses coves al sud i l'oest, i arcs naturals a les costes est i oest.